# Annot (artista)
Annot (Berlim, 27 de dezembro de 1894 - Munique, 20 de outubro de 1981), nascida Anna Ottilie Krigar-Menzel e também conhecida pelo nome de casada como Annot Jacobi, foi uma pintora, professora de arte, escritora, pacifista e antifascista alemã. Devido à forte hostilidade política que viveu na Alemanha durante o regime nazi, viveu grande parte de sua vida nos Estados Unidos da América e em Porto Rico.

## Biografia

### Nascimento e Família
Annot nasceu a 27 de dezembro de 1894, em Berlim, sob o nome de Anna Ottilie Krigar-Menzel, sendo filha de Otto Krigar-Menzel, professor alemão de física teórica na Universidade de Berlim, e de Jacoba Elling, cantora lírica de nacionalidade norueguesa e ascendência dinamarquesa. Oriunda de uma família de académicos de classe alta, os seus padrinhos eram o compositor Johannes Brahms e o pintor Adolph Menzel, que também era seu tio-avô paterno. Era ainda sobrinha pelo lado materno do engenheiro e inventor norueguês Ægidius Elling e do músico Catharinus Elling.

### Educação
Dotada para as artes desde jovem idade, começou a sua formação artística na Escola de Desenho e Pintura da Verein der Berliner Künstlerinnen, uma associação de artistas em Berlim, sendo discípula dos pintores e retratistas alemães Fritz Rhein (1873-1948) e Karl Bennewitz von Loefen der Jüngere (1856-1931). Anos mais tarde, dando continuidade aos seus estudos, em 1915, ingressou na escola de pintura de Lovis Corinth (1858-1925), integrando pouco depois o grupo de artistas de vanguarda, conhecidos como a Secessão de Berlim, sendo uma das poucas mulheres artistas que foi aceite no grupo.

### Pacifismo
Em 1916, adepta do pacifismo, escreveu e distribuiu vários panfletos e manifestos a apelar a paz, em protesto contra a Primeira Guerra Mundial, sendo condenada pelas suas acções à prisão por 30 dias. Devido a este facto, de 1916 a 1920, Annot fixou-se temporariamente em Oslo, Noruega, onde continuou a defender os seus ideais. Regressando à sua cidade natal em 1920, aderiu à Deutsche Liga für Menschenrechte (Liga Alemã para os Direitos Humanos), bem como na organização antecessora Bund Neues Vaterland e na Liga Internacional de Mulheres pela Paz e Liberdade, tendo desenvolvido desde esse momento uma duradoura amizade com Annette Kolb e Carl von Ossietzky.

### Casamento
Em 1921, Annot casou-se com o pintor Rudolf Jacobi, com o qual teve dois filhos. Após se ter fixado com a sua família em Positano, entre 1923 a 1926, o casal e os seus filhos partiram para Paris, onde Annot tornou-se discípula do pintor André Lhote. Regressando em 1928 para Berlim, o casal de pintores abriu a escola de pintura Malschule Annot e fizeram uma exposição conjunta na Galerie Neumann-Nierendorf, tendo várias pinturas de Annot sido compradas pela Galeria Nacional de Berlim.

### Exílio
Durante a ascensão do regime nazi e recusando-se a expulsar da sua escola os alunos judeus, em 1933, os Jacobis foram forçados a fechar a Malschule Annot. Devido à sua forte e conhecida oposição ao regime, as suas pinturas foram designadas como "degeneradas" e destruídas ou saqueadas pelos nazis.

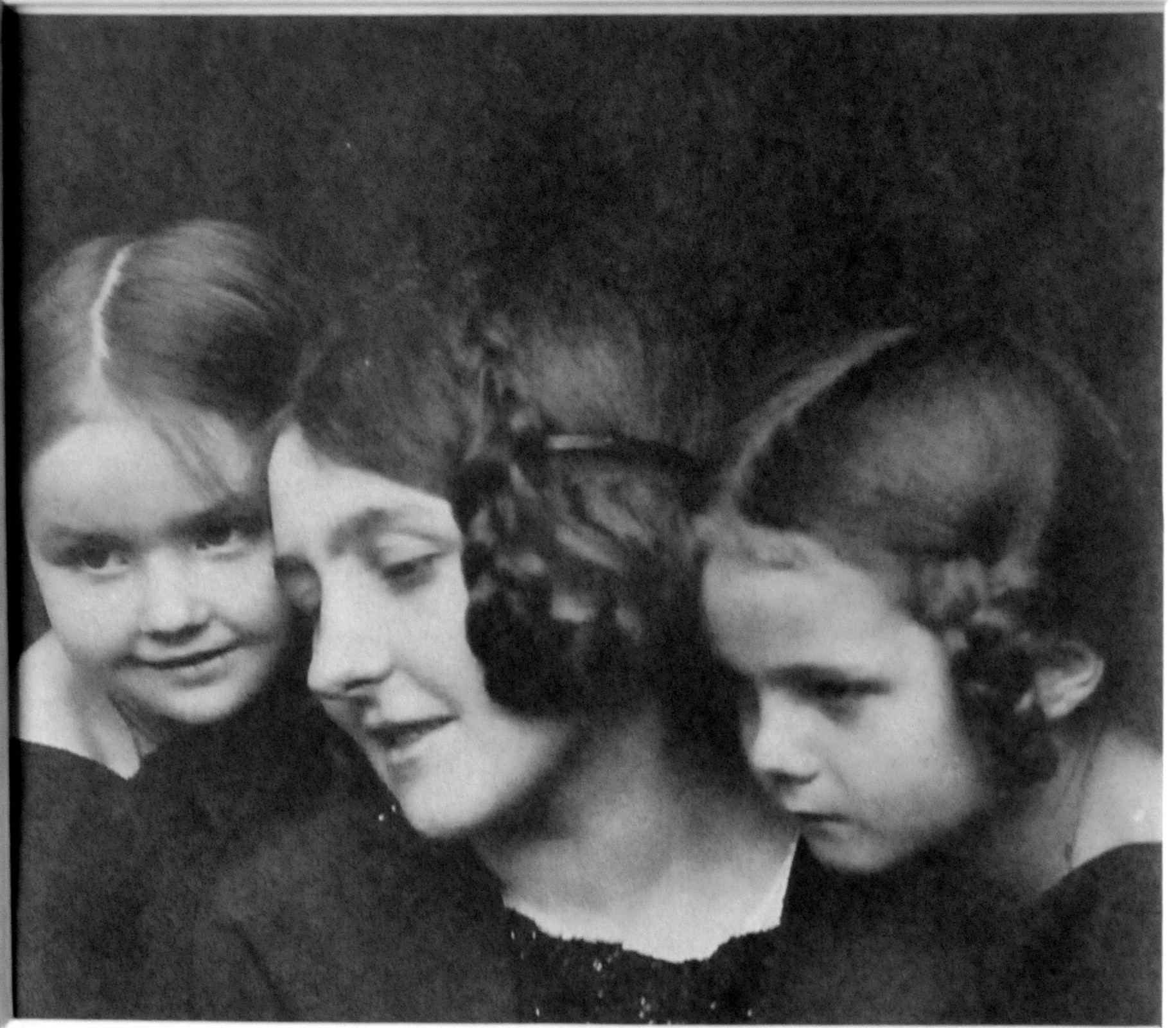
Retrato fotográfico de Käthe Kruse e as suas filhas (1935) da autoria de Annot Jacobi

Temendo pela sua vida, Annot emigrou com a sua família para os Estados Unidos, onde durante as décadas de 1930 e 1940, viveram em Nova Iorque, passando os Verões em Gloucester, Massachusetts. Durante esse período, a artista alemã abriu a Annot Art School and Gallery no Rockefeller Center, expôs obras de artistas como Katherine Sophie Dreier, trabalhou como designer de interiores, tornou-se quaker e foi galardoada com vários prémios, incluindo uma medalha de ouro em 1935, pelo retrato fotográfico da criadora de bonecas Käthe Kruse com as suas filhas Mimerle e Fifi.
Apesar de viverem no exílio, mesmo após a entrada dos Estados Unidos na Segunda Guerra Mundial em 1942, Annot e o seu marido continuaram a ser ativos no movimento pacifista, sendo eleita, em 1945, presidente do Subcommittee on Food Parcels for Europe, criado com o objectivo de enviar mantimentos para várias povoações afectadas pela guerra.
Em 1956, Annot, Rudolf Jacobi e a sua filha Stella viajaram para Porto Rico, onde visitaram o maestro e violoncelista Pau Casals. Durante a sua estadia, sentiram-se particularmente atraídos pela "integração racial que se faz sentir em todas as condições de vida", decidindo mudar-se para a região pouco depois. Fixando-se na cidade de San Juan, Annot fez campanha pelo desarmamento nuclear, ajudando a formar o Puerto Rican Committee for a Sane Nuclear Policy, do qual foi nomeada presidente honorária. Posteriormente Pau Casals e Albert Schweitzer também foram presidentes honorários da mesma organização.
Em 1967, Annot e Rudolf Jacobi regressaram à Alemanha, estabelecendo-se em Munique, onde a artista continuou a expor e a criar novas obras.

### Morte
Annot Jacobi faleceu a 20 de outubro de 1981, em Munique, Alemanha.

## Obra artística

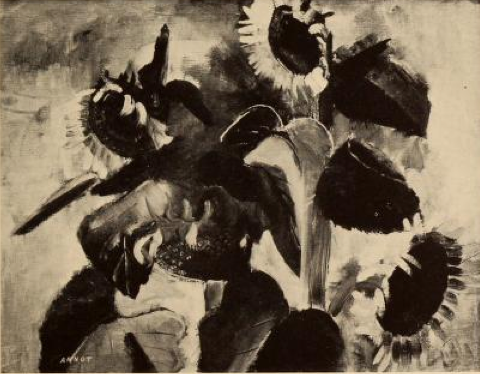
Fotografia a preto e branco da obra Sunflowers (1929) de Annot Jacobi

Influenciada pelos movimentos artísticos do impressionismo e pós-impressionismo, de 1928 a 1930, Annot concentrou o seu trabalho artístico num ciclo de pintura em que retratava rostos de mulheres trabalhadoras de diferentes classes sociais, incluindo médicas, advogadas e fisioterapeutas. Caracterizado por um tratamento de superfície generoso e solto, este ciclo de pinturas foi bastante elogiado pela historiadora de arte Annelie Lütgens, remetendo influências de Henry Matisse, Paul Cézanne e de outros artistas fauvistas e cubistas analíticos.
Em fevereiro de 1935, a artista plástica realizou a sua primeira exposição individual nos Estados Unidos, na Galeria Marie Sterner, em Nova Iorque, onde apresentou várias pinturas a óleo e guaches, que receberam várias críticas positivas. Um ano depois montou uma exposição na Galeria Katharine Kuh em Chicago.
Durante a década de 1940, após a Segunda Guerra Mundial, começou a explorar o expressionismo abstrato e a fotografia, realizando retratos de figuras conhecidas da sociedade intelectual europeia a viver nos Estados Unidos.
Em 1977, foi organizada uma exposição com obras de Annot na Haus am Lützowplatz em Berlim, e em 1978, na Galerie von Abercron em Munique.